# Stadthaus Dresden
Das Stadthaus Dresden an der Theaterstraße ist ein Gebäude der Dresdner Stadtverwaltung als Erweiterung des Rathauses. Es wurde bis 1923 im seltenen expressionistischen Baustil durchmischt mit traditionellen Stilelementen erbaut. Trotz Bombentreffern 1944 und 1945 gehört es zu den erhaltenen Bauwerken der Dresdner Vorkriegsmoderne. Architekt des Hauses ist Ludwig Wirth.

## Lage
Das Gebäude befindet sich in der Wilsdruffer Vorstadt in unmittelbarer Nähe zum Postplatz. Die Hauptfassade zeigt nach Norden in Richtung Zwingerteich entlang der Hertha-Lindner- und Theaterstraße. Direkt gegenüber an der Hertha-Lindner-Straße steht der Queckbrunnen. Auf der schräg gegenüberliegenden Straßenseite befindet sich das neobarocke Schauspielhaus. Die restlichen Flächen der Parzelle Richtung Schweriner Straße und Postplatz waren von 1945 bis 2016 unbebaut. Von Sommer 2016 bis Herbst 2018 entstand dort das „Haus am Schauspielgarten“, das in einem Bogen geschlossen an das Stadthaus anschließt.

## Bauwerk
Die Hauptfassade des sechsgeschossigen Hauses folgt dem bogenförmigen Straßenverlauf, der durch die Architektur aufgenommen wurde. Diesem Bogen nach außen sind angedeutete kleine Bögen nach innen entgegengesetzt, die das Gebäude vertikal gliedern. Zwischen den so entstandenen abgerundeten Zacken befinden sich Sprossenfenster. Die vertikale Staffelung wird nicht durch Farben (etwa durch verwitterten Sandstein) hervorgehoben und wirkt damit wesentlich durch die Einfallsrichtung des Lichtes und Schattenbildung.
Horizontal gliedern Simse die Fassade. Durch kleinere Abstände dieser in den höheren Stockwerken und gleichzeitiger weiter Einrückung erfährt das Gebäude auch einen vertikalen Bogen, der nach oben steiler wird.
Der Haupteingang wird über zwei torartige Rundbögen gebildet. Das Dach ist traditionell als Satteldach ausgeführt und durch die zurückgesetzte Fassade unmittelbar vor dem Haus nicht zu erkennen.
Die Architektur ist beeinflusst von Hans Poelzig, der selbst einen Entwurf für das Stadthaus vorgelegt hat. Wirth arbeitete mit Hans Erlwein zusammen, der schon vorher massive Stahlbetonbauten wie den Erlweinspeicher durch Staffelungen und andere äußere Merkmale in die Innenstadt Dresdens einfügen konnte.
Als (vor allem in Dresden) seltenes Bauwerk des Expressionismus entstand es in einer Zeit, in der sonst sehr viel expressionistische Künstler in Dresden wirkten (Dresdner Sezession der Malerei, Aufbau der Palucca Schule Dresden für Ausdruckstanz). Es ist neben dem Erlweinspeicher eines der ersten Bauwerke in Stahlbetonskelettbauweise in Dresden und gehört neben dem Deutschen Hygiene-Museum zu einer Reihe von Dresdner Bauwerken, die in ihrer stilübergreifenden Architektur den Übergang von traditioneller (historistischer) Architektur zu modernen Stilen markieren.

## Geschichte

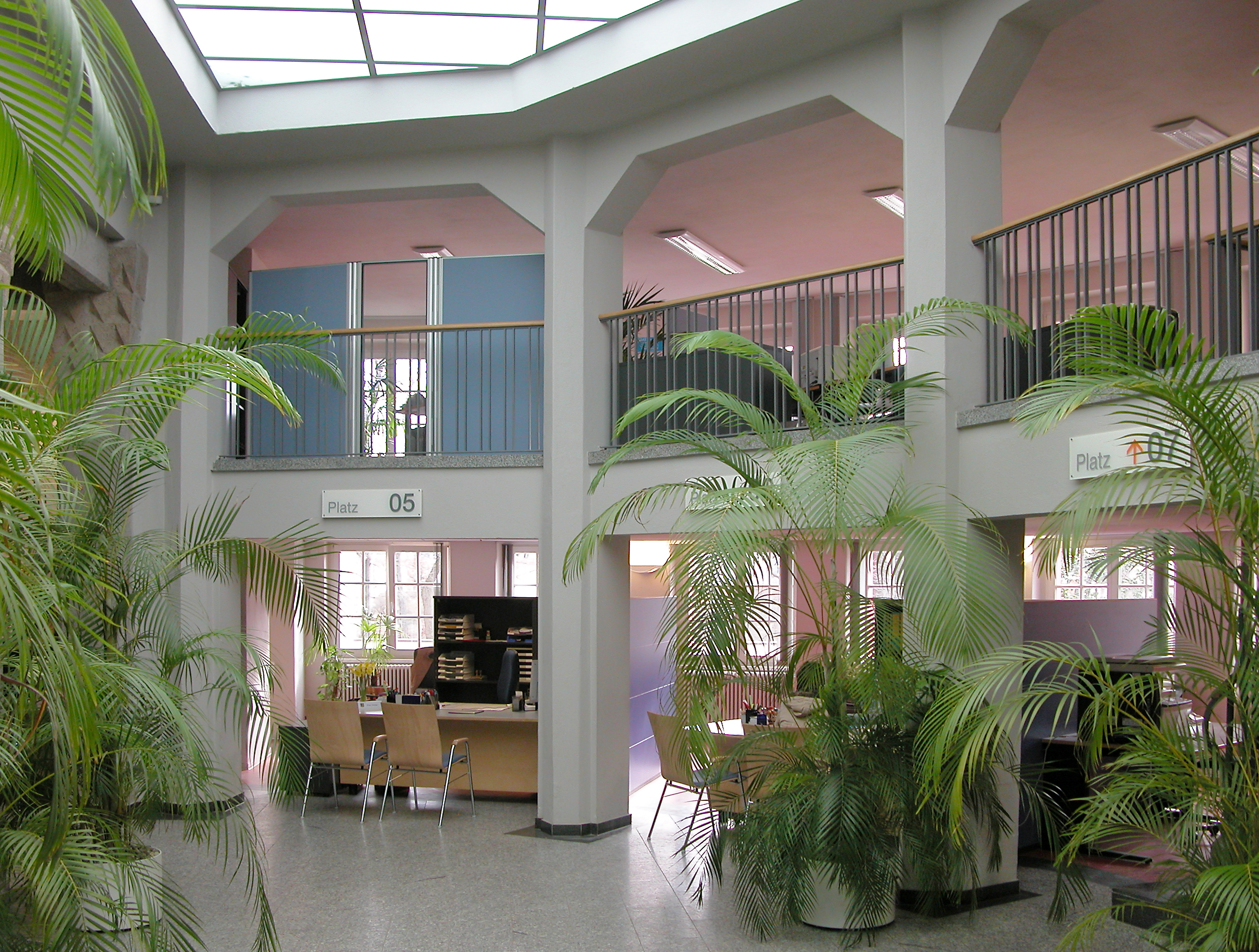
Überdachtes Attrium des Stadthauses mit Behördensprechplätzen des Bürgerbüros

Die Stadtverwaltung konnte bis 1910 in das Neue Rathaus umziehen und somit vorläufig Platzprobleme lösen. In den folgenden Jahren setzte sich allerdings der Eingemeindungsprozess Dresdens fort (zum Beispiel durch die Aufnahme des kleinstadtartigen und wohlhabenden Blasewitz 1921 und weiter Teile der Südhöhe, also Leubnitz-Neuostra, Zschertnitz und andere Orte). Dadurch waren erneute räumliche Erweiterungen notwendig, die 1923 durch das Stadthaus gelöst werden sollten. Bis 1925 wuchs die Bevölkerung Dresdens noch einmal sprunghaft auf 620.000 Einwohner an.
Nach dem Krieg, in dem das Gebäude mehrfach durch Bomben getroffen wurde, wurde es rekonstruiert und konnte für städtische Einrichtungen in der Innenstadt genutzt werden. Im Stadthaus hatten unter anderem zwischen 1923 und 1997 die Städtischen Bibliotheken ihren Hauptsitz. Es ist bis in die Gegenwart Sitz städtischer Einrichtungen, so zum Beispiel des Stadtbezirksamts (bis 2018: Ortsamt) des Stadtbezirks Altstadt.